# Степен фаренхајта
Степен фаренхајта (симбол: °F) је скала за мерење температуре названа по немачком физичару Габријелу Фаренхајту, која се заснива на подели од 180 делова између тачке мржњења и тачке кључања воде. По овој скали лед се топи на 32 °F а вода кључа на 212 °F. Нормална температура људског тела је 98,6 °F. Све до 70-их година 20. века Фаренхајтова скала се користила у земљама енглеског говорног подручја. Данас су углавном и те земље, сем Сједињених Држава и Јамајке, прихватиле мерење температуре по степену целзијусу.
Фаренхајт је усавршио термометар напунивши га живом уместо алкохолом. На оригиналној Фаренхајтовој скали 0° означава највећу зиму која је забележена у Гдањску 1709. године. Она користи степен Фаренхајта (симбол: °F) као јединицу. Постоји неколико извештаја о томе како је он првобитно дефинисао своју скалу, али оригинални рад сугерише да је доња тачка дефинисања, 0 °, установљена као температура смрзавања раствора слане воде направљене од мешавине воде, леда и амонијум хлорида (а соли). Друга утврђена граница била је његова најбоља процена просечне температуре људског тела, првобитно постављене на 90 °, а затим на 96 ° (око 2,6 ° мање од модерне вредности због касније редефинисања скале). Међутим, он ле приметио средњу тачку од 32 °, која се поставља на температуру ледене воде.
У првим деценијама 18. века у Холандској Републици, Фаренхајт је направио два револуционарна продора у историји термометрије. Измислио је термометар са живом у стаклу (први широко коришћен, тачан, практичан термометар) и Фаренхајтову скалу. Фаренхајт је била прва стандардизована температурна скала која се широко користила, иако је њена употреба сада ограничена. То је званична температурна скала у Сједињеним Државама (укључујући њихове неинкорпорисане територије), њиховим слободно удруженим државама у западном Пацифику (Палау, Федеративне Државе Микронезије и Маршалска острва), Кајманским острвима и бившој америчкој колонији Либерији. Фаренхајт се користи поред Целзијусове скале у Антигви и Барбудима и другим земљама које користе исте метеоролошке сервисе, као што су Сент Китс и Невис, Бахами и Белиз. Неколико британских прекоморских територија још увек користи обе скале, укључујући Британска Девичанска острва, Монсерат, Ангвилу и Бермуде. У Уједињеном Краљевству, бројке у степенима Фаренхајта се понекад користе у новинским насловима како би се сензационализовали топлотни таласи. Све остале земље сада користе Целзијусову скалу, назив који је 1948. дефинисан у част шведског астронома Андерса Целзијуса.

## Дефиниција и конверзија
На Фаренхајтовој скали, тачка топљења воде је 32 °, а тачка кључања је 212 ° (при стандардном атмосферском притиску). Ово поставља тачке кључања и смрзавања воде на 180 степени једну од друге. Према томе, степен на Фаренхајтовој скали је 1⁄180 интервала између тачке смрзавања и тачке кључања. На Целзијусовој скали, тачке смрзавања и кључања воде су 100 степени једна од друге. Температурни интервал од 1 °F једнак је интервалу од 5⁄9 степени Целзијуса. Фаренхајтова и Целзијусова скала се секу на -40° (тј. −40 ° = −40 °).
Апсолутна нула је −273.15 ° or −459.67 °. Рaнкинова температурна скала користи интервале степена исте величине као они на Фаренхајтовој скали, осим што је апсолутна нула 0 °R — на исти начин на који Келвинова температурна скала одговара Целзијусовој скали, осим што је апсолутна нула 0 .
Комбинација симбола степена (°) праћеног великим словом F је конвенционални симбол за температурну скалу Фаренхајта. Број иза којег следи овај симбол (и одвојен од њега размаком) означава одређену температурну тачку (нпр. „галијум се топи на 85,5763 °F“), разлику између температура (нпр. „излаз измењивача топлоте се повећава за 72 °F") или несигурност у температури (нпр. "наша стандардна несигурност је ±5 °F"). Симбол за Целзијусову скалу такође користи симбол степена (°C), док је симбол за Келвинову скалу само велико слово K. Нумеричка вредност температурне разлике или температурног интервала је иста када је изражена у степенима целзијуса или у келвинима.

### Конверзија (специфична температурна тачка)
За тачну конверзију између фаренхајта и целзијуса одређене температурне тачке, могу се применити следеће формуле. Овде је f вредност у фаренхајтима, а c вредност у целзијусима:
- f °Фаренхајта до c °целзијуса: (f − 32) °F × 5°C/9°F = (f − 32)/1.8 °C = c °C
- c °Целзијуса до f °фаренхајта: (c °C × 9°F/5°C) + 32 °F = (c × 1.8) °F + 32 °F = f °F

Постоји и тачна конверзија која користи једнакост −40 ° = −40 °. Опет, f је вредност у фаренхајтима, а c вредност у Целзијусима:
- f °Фаренхајта до c °целзијуса : ((f + 40) ÷ 1.8) − 40 = c.
- c °Целзијуса до f °фаренхајта : ((c + 40) × 1.8) − 40 = f.

### Конверзија (температурна разлика или интервал)
Приликом претварања температурног интервала између °F и °C, користи се само овај однос, без икакве константе (у овом случају, интервал има исту нумеричку вредност у келвинима као у степенима целзијуса):
- f °Фаренхајта до c °целзијуса или келвина: f °F × 5°C/9°F = f/1.8 °C = c °C = c K
- c °Целзијуса до f °фаренхајта: c °C × 9°F/5°C °F = (c × 1.8) °F = f °F

## Историја
Фаренхајт је предложио своју температурну скалу 1724. године, заснивајући је на две референтне тачке температуре. У његовој почетној скали (која није коначна Фаренхајтова скала), нулта тачка је одређена стављањем термометра у „мешавину леда, воде и salis Armoniaci [превод амонијум хлорида] или чак морске соли“. Ова комбинација формира еутектички систем који аутоматски стабилизује своју температуру: 0 ° је дефинисано као та стабилна температура. Друга тачка, 96 степени, била је приближно температура људског тела (sanguine hominis sani, крви здраве особе). Трећа тачка, 32 степена, означена је као температура леда и воде „без поменутих соли“.
Према немачкој причи, Фаренхајт је заправо одабрао најнижу температуру ваздуха измерену у његовом родном граду Данцигу (Гдањск, Пољска) у зиму 1708-09 као 0 °, а тек касније је имао потребу да ову вредност учини репродуцибилном помоћу слане воде.